# Redontena
Redontena is een bestuurslaag in het regentschap Flores Timur van de provincie Oost-Nusa Tenggara, Indonesië. Redontena telt 1005 inwoners (volkstelling 2010).